# Marko Popovič
Marko Popovič, slovenski hokejist, sodnik in funkcionar, * 1970, Ljubljana.
Popovič je bil branilec kluba HK Olimpija Ljubljana. Za jugoslovansko mladinsko reprezentanco je nastopil na Svetovnem mladinskem prvenstvu 1990 skupine B, kjer je odigral sedem tekem. Po končani karieri je deloval kot sodnik. Leta 2012 je bil sprejet v Slovenski hokejski hram slavnih. Decembra 2013 je postal podpredsednik HDD Olimpije, junija 2014 po odstopu dotedanje predsednice Ditke Maučec, pa je zasedel položaj predsednika.